# SDメモリーカード
SDメモリーカード（エスディーメモリーカード、英: SD Memory Card）は、フラッシュメモリーに属するメモリーカードである。SDカードとも呼ばれる。デジタルカメラ、携帯電話などの携帯機器やテレビなどの家電機器まで幅広く利用されている。
本項ではマルチメディアカード (MMC) を除く、互換性を持つ高機能化・大容量化・小型化の規格についても併せて解説する。

## 概要
SDメモリーカードは、1999年8月25日に松下電器産業（現・パナソニック）、サンディスク（現・ウエスタンデジタル）、東芝（現・キオクシア）によって構成されたSD Groupによって開発・発表された。2000年1月7日には、関連団体である「SDカードアソシエーション (SD Card Association, SDA) （現・SDアソシエーション (SD Association, SDA) 」がアメリカ合衆国カリフォルニア州に設立された。
SD規格のロゴは1990年代前半に東芝が開発した。ソニー・フィリップス陣営の対抗規格に競り勝つ形でDVDの原型となった光ディスク「Super Density Disc」のために制作されたもので、ロゴ内の「D」は光ディスクの意匠がある。
デジタル著作権管理を目的としてSDMI (Secure Digital Music Initiative) によって制定されたSDMI仕様に準拠したメモリーカードとして開発された経緯があるため、「SD」の呼称について、かつてはSecure Digitalの略称であると説明していた。しかしSDMIは強制力がある仕様ではなく対応機器が一部にとどまり普及しなかったため、SDMIは2001年に活動を休止。このことから、2006年9月にSDメモリーカードの規格書がVer. 2.00に改版された際にSecure Digital略称の説明が削除され、これ以降の版でも略称について記述はない。 
2000年代にマルチメディアカード・スマートメディア・コンパクトフラッシュ・メモリースティック・xDピクチャーカードなどの競合するメモリーカード規格が多数存在したが、ライセンス料を安価にしたり、miniSDなどの新しい規格をタイムリーに投入したり、携帯電話に搭載されるといった後押しもあり、2005年8月時点で日本国内のSDカード販売シェアは64.9 %と圧倒的多数を占め、メモリーカード規格の主流になることができた。
- 2001年 - SDカードスロットに接続して使うSDカード型の周辺機器を作ることができる、SDIOカード規格が発表された[1]。
- 2003年 - 小型化したminiSDカード規格が発表された[1]。
- 2005年 - セキュリティ機能を強化したSD SMART規格が発表された[1]。
- 2006年1月 - 米国の「2006 International CES」で、SDメモリーカードの規格限界容量である最大32 GiBを規定した「SDHC」が発表された。
- 2006年 - さらに小型化したmicroSD規格が発表された[1]。
- 2009年1月 - 64 GiB以上の記憶容量に対応する規格として新たな規格「SDXC」を策定し、2009年8月に64 GiB仕様のカードを発表した。規格に関してはファイルシステムにexFATを採用することで記憶容量を最大で2 TiB (2048 GiB) 、データ転送速度は300 MB/sまで拡張する予定となっている。
- 2018年6月 -「SD 7.0」規格として最大で985 MB/sの転送速度に対応する規格である「SD Express」と、最大で128 TiBの容量に対応する規格である「SDUC」を発表した[7]。

発表当初からのSDカードは全て、SDMI仕様で規定された著作権保護規格CPRMに対応していたが、SD 6.1でオプションとなり非対応カードも販売されるようになった。対応カードはCPRM機能に加えて、参照不可能な著作権情報管理用領域（プロテクト領域）を設け、メディアとして実際に使用できる容量とは若干の差分が存在する。
SPIモードがあり、低速が許容可能な場合はSPIバスで簡単に複数のデバイスを接続できる。製品に対応スロットが用意されている場合でも、SDメモリーカードの容量や製品との相性問題の関係で使用できない場合がある。

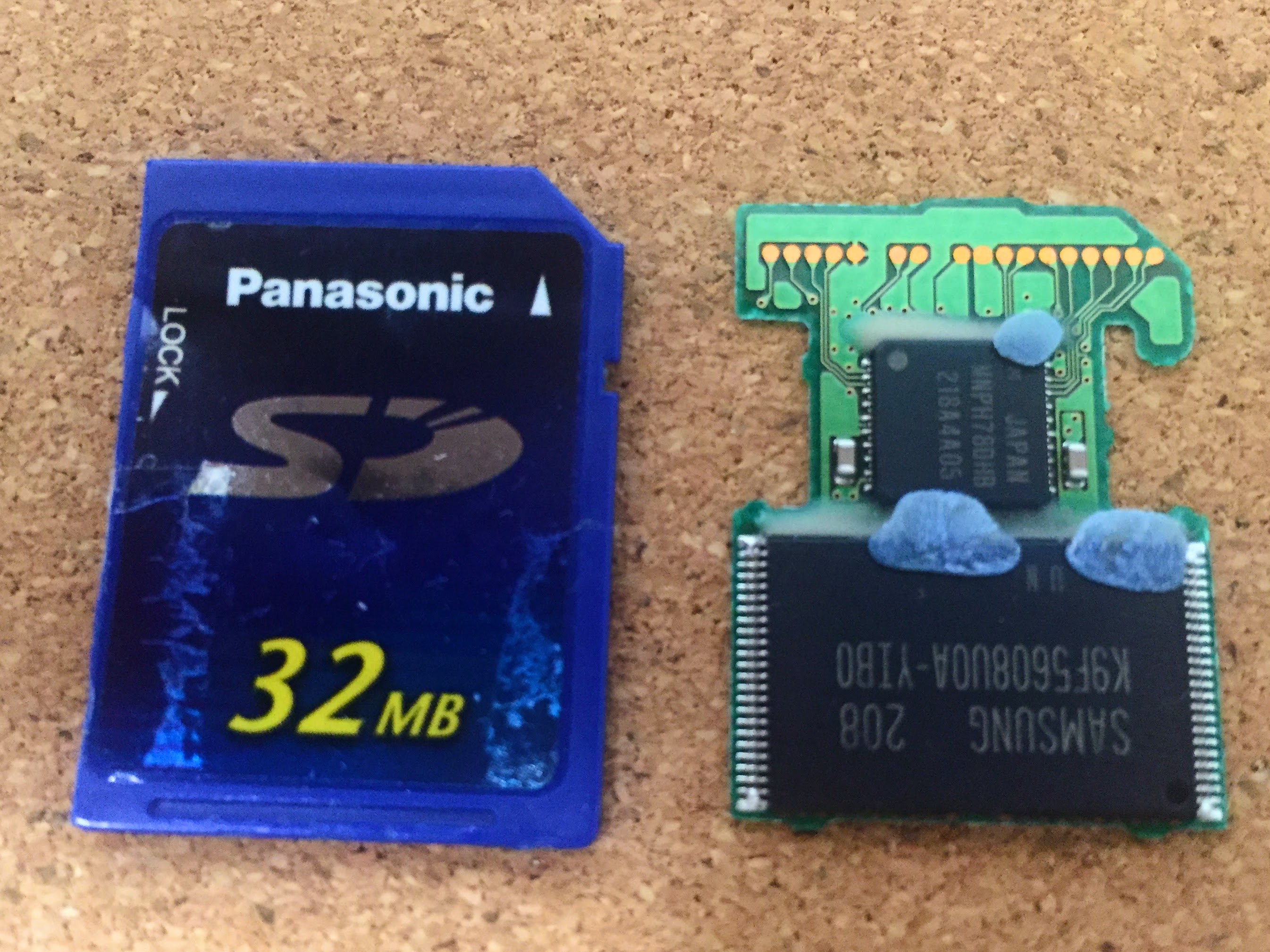
旧世代の製品である、Panasonic RP-SD032の内部。コントローラチップを介してFlashメモリとつながっている。
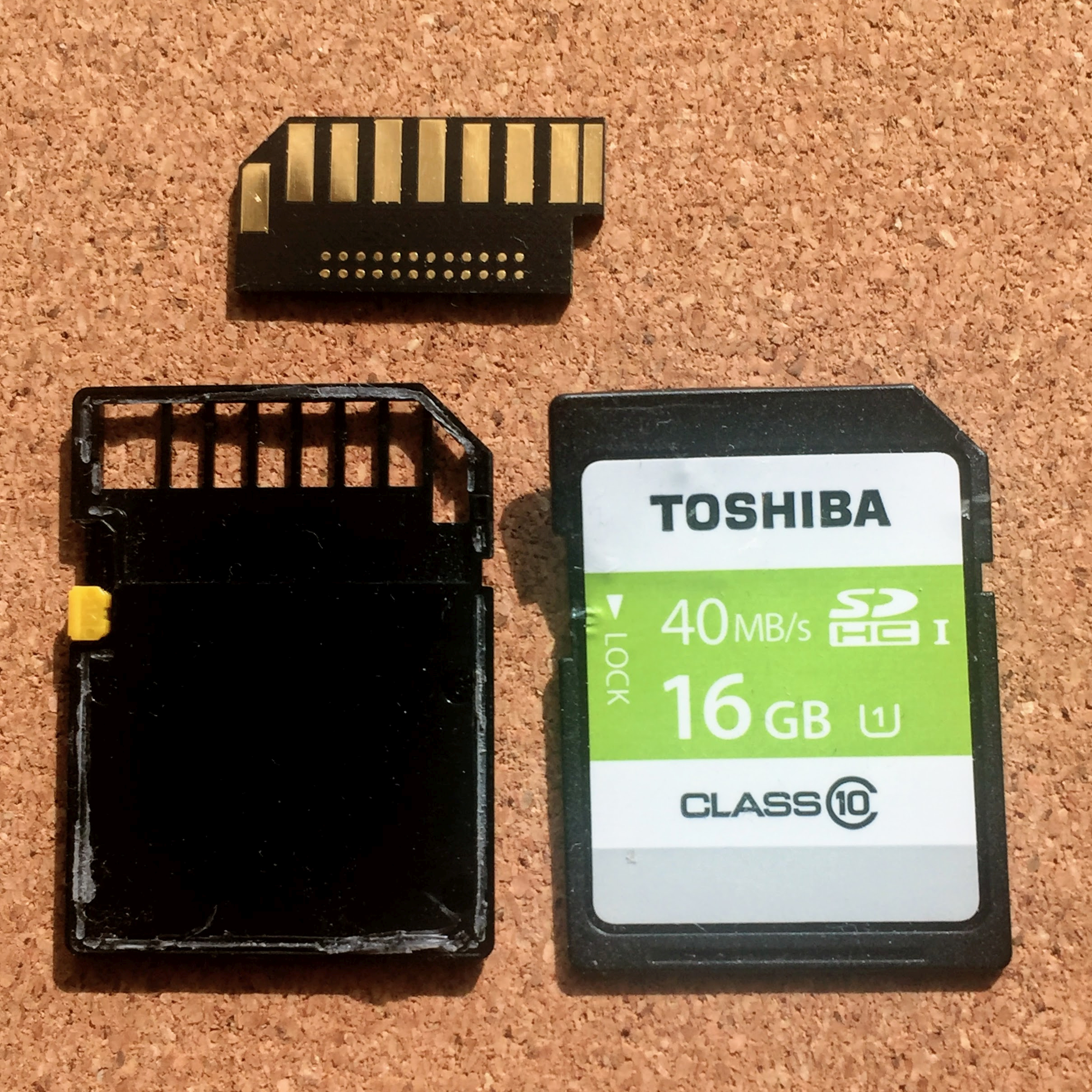
TOSHIBA SD-K16Gの内部。端子とコントローラ・Flashメモリが一体になっている。
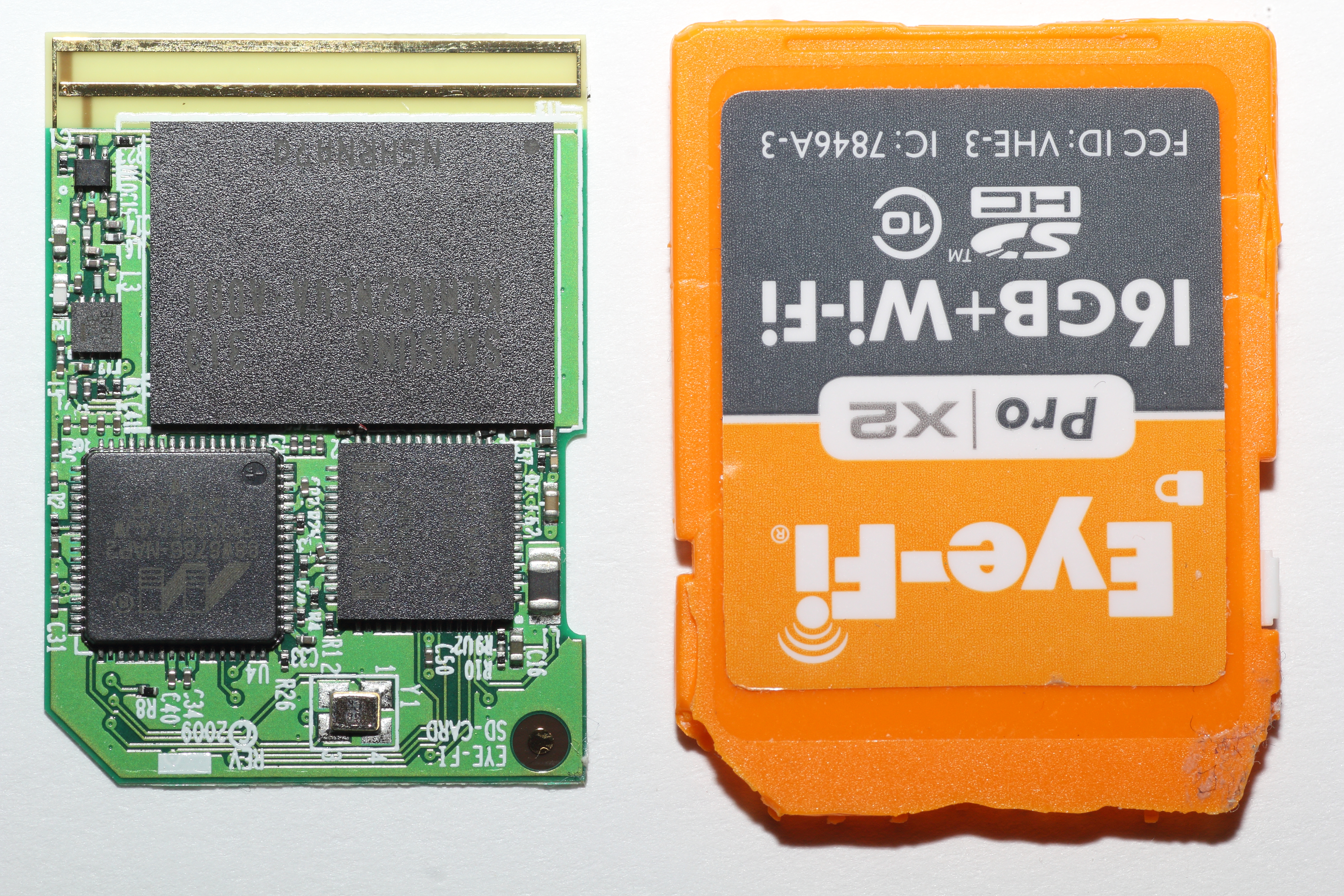
無線LANを内蔵したEye-Fi Pro X2の内部。

### miniSDカード
miniSDカード（ミニエスディーカード）は、SDメモリーカードの小型版で、端子が2ピン追加され11ピンとなっている。サンディスクが2003年（平成15年）3月に発表した。
SDメモリーカードとは電気的に互換性があり、端子の変換のみの簡易な構造のアダプタに装着することでSDメモリーカードとしても利用できる。実際に販売されているminiSDカード製品の多くは、アダプタを同梱している。
2006年（平成18年）には一時、SDメモリーカードの売り上げの半分以上がこのminiSDになった。当時日本では主に携帯電話端末向けに利用されていたが、その後はより小型化されたmicroSDカードへの移行が進んだ。2007年（平成19年）後半にはほとんどの端末にmicroSDカードが採用されるようになり、2008年（平成20年）頃にはminiSDカードの販売数は減少に転じた。microSDカードをminiSDカードに変換するアダプタの存在によりmicroSDカードで代替可能なことも、miniSDカードの市場規模縮小に拍車をかけた。
ソニーグループの製品では、以前はメモリースティックを外部メディアとして採用することが多かった。携帯電話メーカーSony EricssonもSO902iとSO902iWP+まではメモリースティック PRO Duoを採用していたが、2006年発売のSO903iではメモリースティック PRO DuoとminiSDの両規格に対応した外部メモリースロットを搭載した。同社は2007年発売の後継機SO903iTV以降、メモリースティック、miniSDのいずれも廃止し、microSDに移行している。

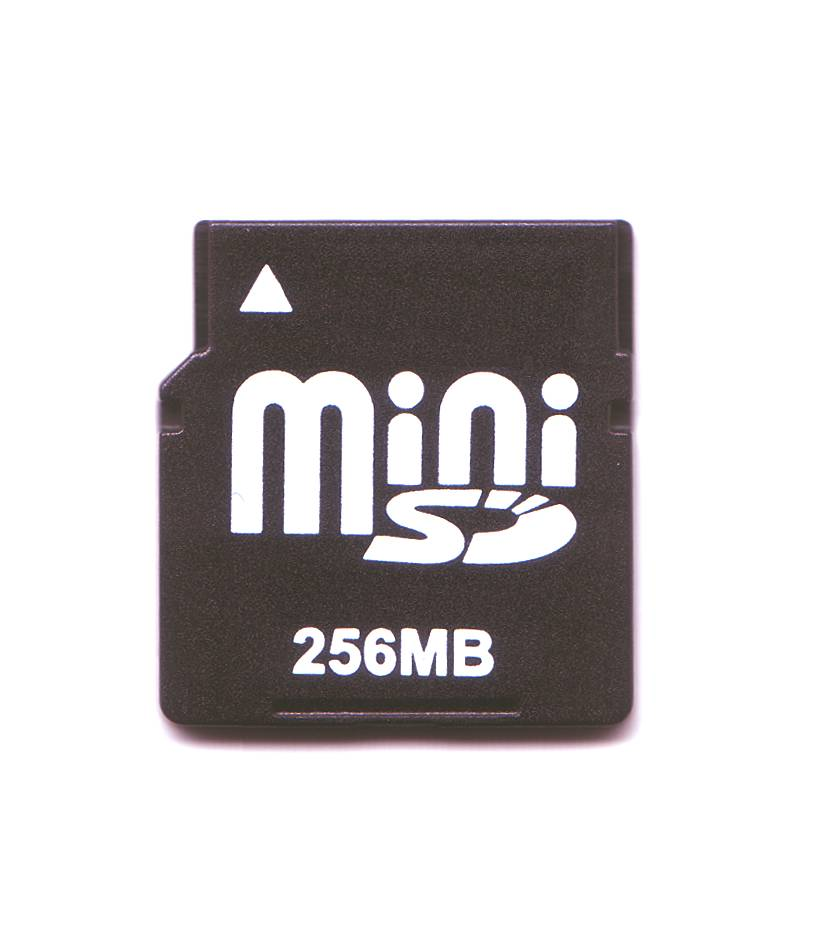
miniSDカード (256 MiB)
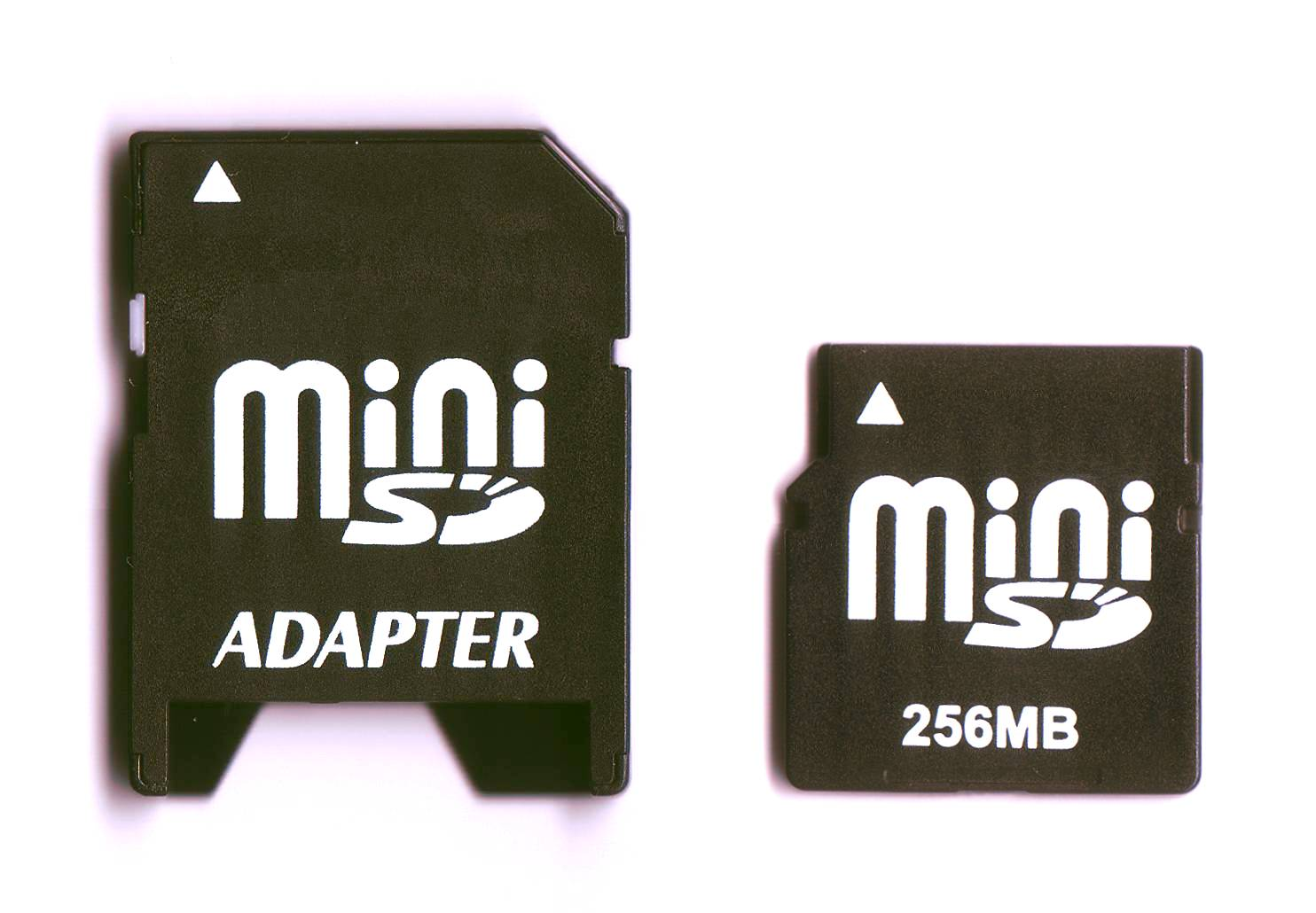
miniSDカードとアダプタ
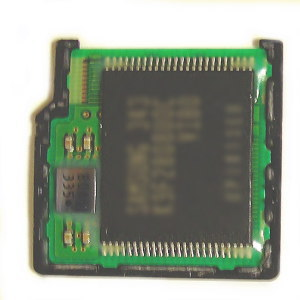
miniSDカードの内部

### microSDカード

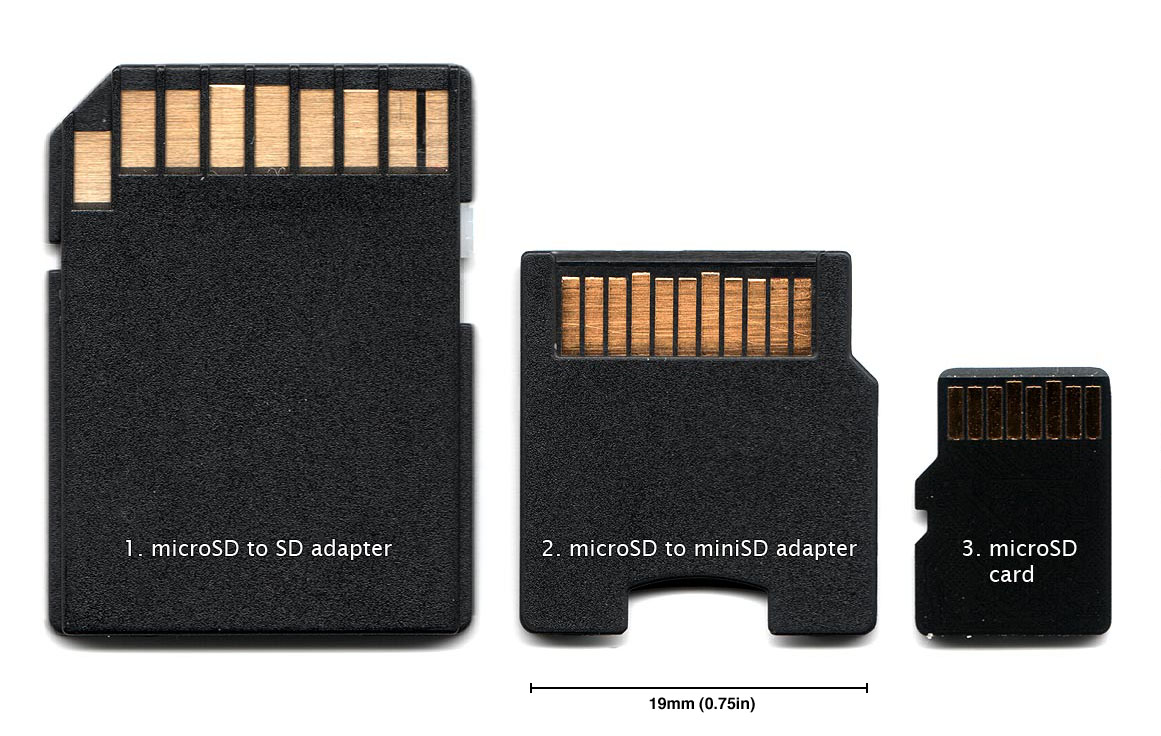
microSDカード（右）とアダプタ

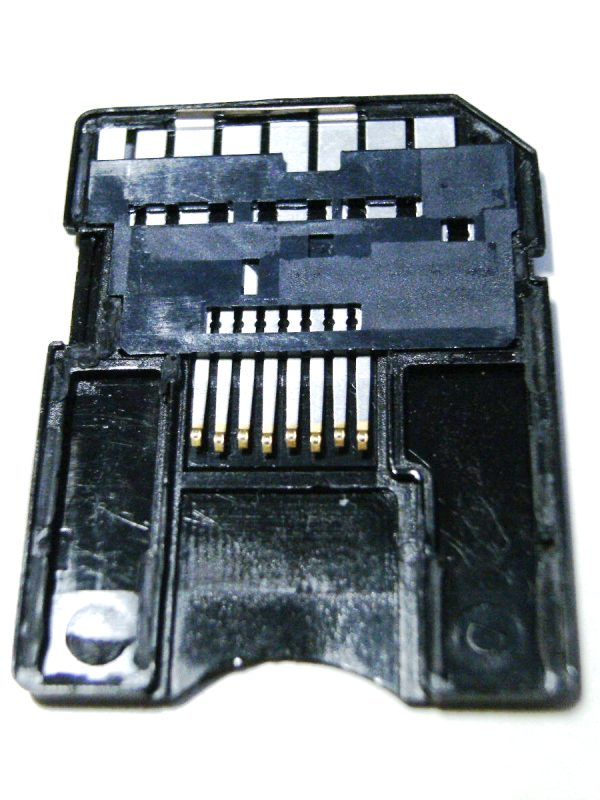
microSDアダプタの内部構造。端子を変換するだけの非常に簡素な構造である。

microSDカード（マイクロエスディーカード）は、SDアソシエーションによって2005年（平成17年）7月13日に承認されたフラッシュメモリ型電子媒体である。サンディスクが2004年（平成16年）2月に開発したトランスフラッシュ（TransFlash; TFカード）の仕様を引き継いだもので、名称は異なるが媒体そのものは同じである。
外形寸法は、11 mm × 15 mm × 1 mmと、SDメモリーカードの4分の1程度、汎用品として使われているリムーバブルメディアの中で最も寸法が小さい。miniSDの場合と同様に、SDメモリーカードとは電気的に互換性があり、microSDカードを変換アダプタに装着することによって、SDメモリーカードまたはminiSDカードとして利用することができる。

#### 携帯電話
日本国外では当初モトローラの携帯電話を中心に採用されていた。日本はボーダフォン 日本法人（現・ソフトバンク）のVodafone 702MO、Vodafone 702sMO（いずれもモトローラ製）にTransFlash規格で採用され、日本のメーカーからも2006年（平成18年）1月に開発が発表されたVodafone 804Nを皮切りに、続々と対応端末が登場した。本体の小型化・薄型化にも貢献できるため、miniSDに替わって主流となった。
auの2006年（平成18年）秋冬CDMA 1X WINモデルではメモリースティック Duoに対応のW43SとW44SおよびminiSDに対応のW41SHを除く全てが、NTTdocomoでもSO903iを除く903iシリーズがmicroSD専用スロットを搭載した。こうした背景のもと、2007年6月にSD陣営でシェアトップとなった。
小型大容量化によって頻繁な着脱を想定せず、電池パックの内側にmicroSDカードスロットを設ける端末が多い。スマートフォンでは、SIMカードと同じトレイに乗せて挿入する機種も多く見られる。

#### 携帯電話以外
携帯電話以外にデジタルオーディオプレーヤーなどにも容量増設用としてmicroSDスロットが設置されているものもある。
日本では2009年（平成21年）から映像ソフトウエアの媒体としても使用されるようになった。映画などがDVD-Video、Blu-ray DiscとmicroSDとのセットまたはmicroSD単体で販売されている。ワンセグ放送と互換性のあるフォーマットで収録され、広く普及しているワンセグ対応携帯電話などで手軽に再生できる。
小型のUSBメモリのなかには、狭義のUSBフラッシュドライブの構造ではなくmicroSDカードと小型のmicroSDカードリーダーを組み合わせることで記憶装置を構成している製品も存在する。

## 規格

### 形状（フォームファクタ）
SDメモリーカードは、マルチメディアカード (MMC) に近い形状を持っており、SDメモリーカード用スロットは物理的にMMCも挿入可能な互換性を持つ。そのため、SDメモリーカードを使用している機器では、マルチメディアカードも利用できることが多い。
当初の規格では端子は1列のみであったが、SD 4.00で規定されたUHS-IIから2列目の端子が追加された。従来の端子を第1ロウ、UHS-II以降で追加された端子を第2ロウと呼ぶ。
|                    |                    | SDメモリーカード           | miniSDカード             | microSDカード              |
| ------------------ | ------------------ | -------------------------- | ------------------------ | -------------------------- |
| 幅                 | 幅                 | 24 mm                      | 20 mm                    | 11 mm                      |
| 長さ               | 長さ               | 32 mm                      | 21.5 mm                  | 15 mm                      |
| 厚さ               | 厚さ               | 2.1 mm                     | 1.4 mm                   | 1.0 mm                     |
| 動作電圧 (V)       | 第1ロウ            | 3.3 V VDD（2.7 - 3.6 V）   | 3.3 V VDD（2.7 - 3.6 V） | 3.3 V VDD（2.7 - 3.6 V）   |
| 動作電圧 (V)       | 第2ロウ            | 1.8 V VDD（1.70 - 1.95 V） | -                        | 1.8 V VDD（1.70 - 1.95 V） |
| 誤消去防止スイッチ | 誤消去防止スイッチ | あり                       | なし                     | なし                       |
| 端子ガード突起     | 端子ガード突起     | あり                       | なし                     | なし                       |
| 端子数             | DS HS UHS-I        | 9ピン                      | 11ピン                   | 8ピン                      |
| 端子数             | UHS-II UHS-III     | 17ピン                     | -                        | 16ピン                     |
| 端子数             | SD Express 1-lane  | 17 - 19ピン                | -                        | 17ピン                     |
| 端子数             | SD Express 2-lane  | 25 - 27ピン                | -                        | -                          |

#### SDメモリーカードのロック
SDメモリーカードにはロック機能（書き込み禁止スイッチ）がついており、カード側面のツマミをロック位置に移動させると、データの削除 / 上書きを禁止することができるとされている。ロックのツマミが書き込み可能位置に存在することを検出し「書き込みが可能である」と判定している。ツマミの位置は接続される機器側で物理的に検出しており、カード内部の電気回路とは接続されていない。このため、USBアダプタなど機器側でロックを検出しないこともあり、その場合はスイッチの意味は全く無い。
2018年にはハギワラソリューションズにより、誤操作防止としてロックスイッチを廃したSDメモリーカードが発売されている。

### SDアプリケーションフォーマット
各種用途に合わせたSD規格が制定されている。
SD-Audio
SDカードに備わっているCPRMを利用して対応する音声ファイルを暗号化する、著作権保護を目的としたフォーマット。

SD-Video
SDメモリーカード用フォーマットの一種で動画記録の規格。利用可能な動画像圧縮方式はMPEG-2とMPEG-4。CPRM対応。
SD-Video ISDB-T Mobile Video Profile
ワンセグチューナーを内蔵し番組録画に対応した携帯電話機の登場にあわせて2005年（平成17年） - 2006年（平成18年）頃に策定された規格であり、ISDB-Tで受信した番組をH.264方式でストリーミングに記録する。
ワンセグ放送そのものにスクランブルは施されていないが、基本的にチューナー側でCPRMを被せて録画するため、チューナー内蔵・接続の機器（携帯電話機やPCなど）の内部記憶媒体に録画・作成したファイルを、SDなどのリムーバブルメディア間でコピー・ムーブする際は、DVDレコーダーと同様に、録画機器本体の操作またはワンセグチューナーや携帯電話機に付属する対応PCアプリケーション等の正当な方法で行わないと再生できなくなる。2008年（平成20年）頃からダビング10に対応したワンセグチューナーや携帯電話機が市販されるようになった。
その他SD規格
- SD-Binding - SDカード対応機器の固有データと結びつけた、著作権やプライバシーの保護規格。
- SD-Image - 静止画記録用であるが、デジタルカメラ以外の用途を想定。サポートする主なフォーマットについては、静止画はBMP、GIF (87a, 89a) 、JPEG (JFIF) 、JPEG (Exif) 、PNG/簡易動画はGIFアニメ (89a) 。
- SD-Picture - 静止画記録用。主な用途はデジタルカメラ。サポートするフォーマットはDCF (Exif) 必須。
- SD-Map
- SD-pDocument - 印刷分野やFAX用。JPEG / TIFF およびテキスト形式。
- SD-ePublish - 電子ドキュメント対応。HTML系対応。
- SD-PIM - スケジュールや住所などの個人的な情報管理用。住所録、スケジュール、メッセージ、メモ、ブックマークなど対応。
- SD-Sound - 電子音源データ利用の音楽再生用。主な用途は電話、カラオケなど。サポートするフォーマットMIDI Files必須。
- SD-Voice - 音声記録用。主な用途はICレコーダーや携帯電話など。サポートする主なフォーマットはG.726、AMR。

など。パナソニックの独自規格カード PRO CARD があり、同社のマイクロウェーブ解凍機、マイクロウェーブコンベクションオーブンなど業務用高機能電子レンジでメニューを記憶する専用のカードである。これらの機器に市販のカードは使用できない。

### 容量

#### SD(SDSC)

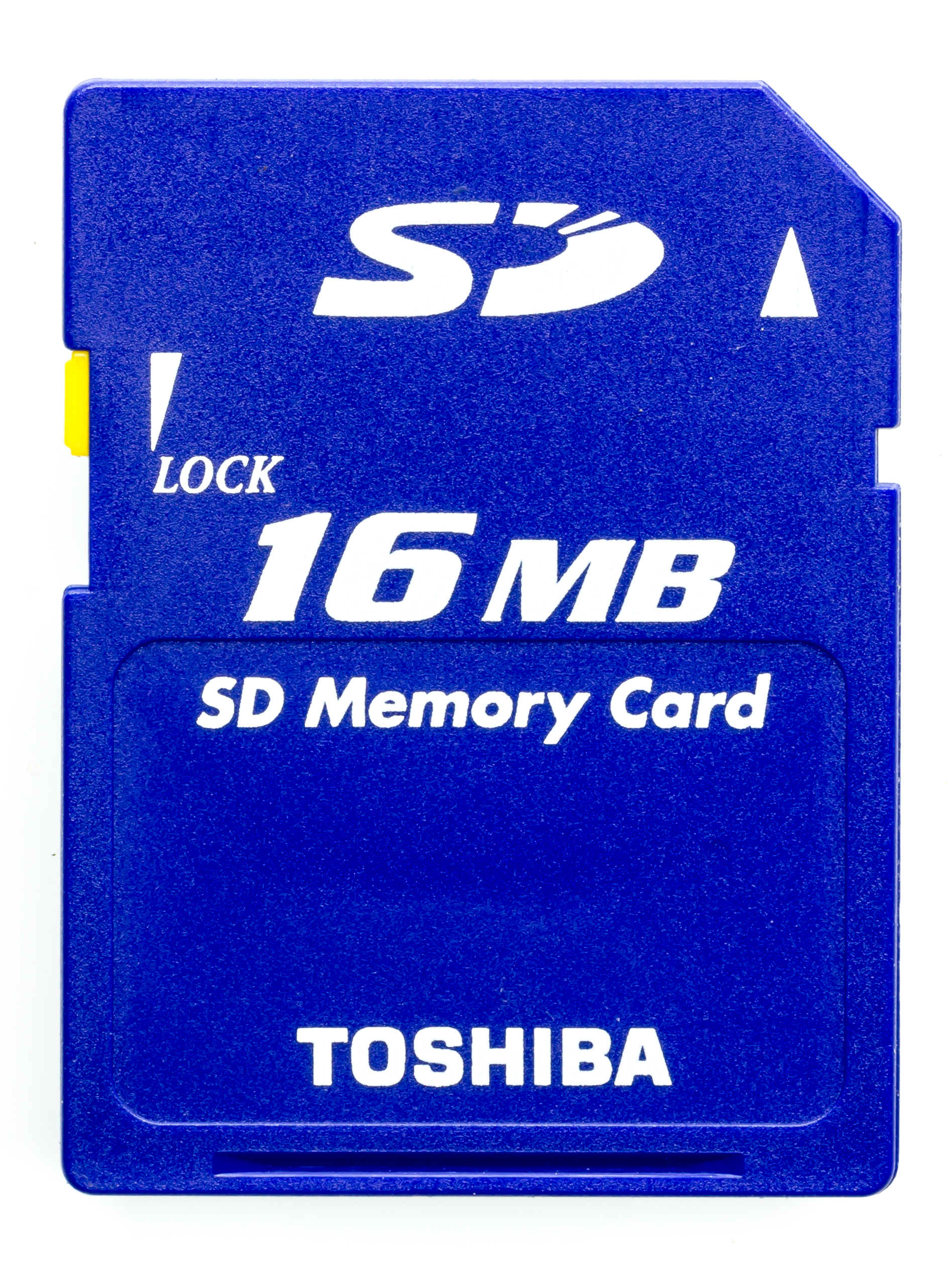
東芝製SDメモリーカード

SDSC (SD Standard Capacity) は2000年のSD 1.01で規定された当初の規格。最大容量は2 GiBである。SDメモリーカードで事実上標準的なファイルフォーマットとしてFAT16が用いられ、規格上最大ボリュームサイズが2 GiBまでに制限されているためである。過去に2 GiBを超える製品も存在したが、SDメモリーカード規格外で使用可能な製品がごく一部に限られている。現在は通常、2 GiBを超える製品は後述のSDHC、SDXC規格が使用されている。
SDメモリーカードは、非常に簡素な構造と技術とを採用し、扱いやすい大きさ、形状、側面の誤消去防止用の物理プロテクトスイッチ、SD Music Initiative (Secure Digital Music Initiative, SDMI) 適合の著作権保護機能など、家庭電化製品（家電など）への幅広い用途を直接意識した機能が特徴である。これは、ソニーなどが推進するメモリースティック（1997年〈平成9年〉7月17日発表）と直接競合した。

#### SDHC

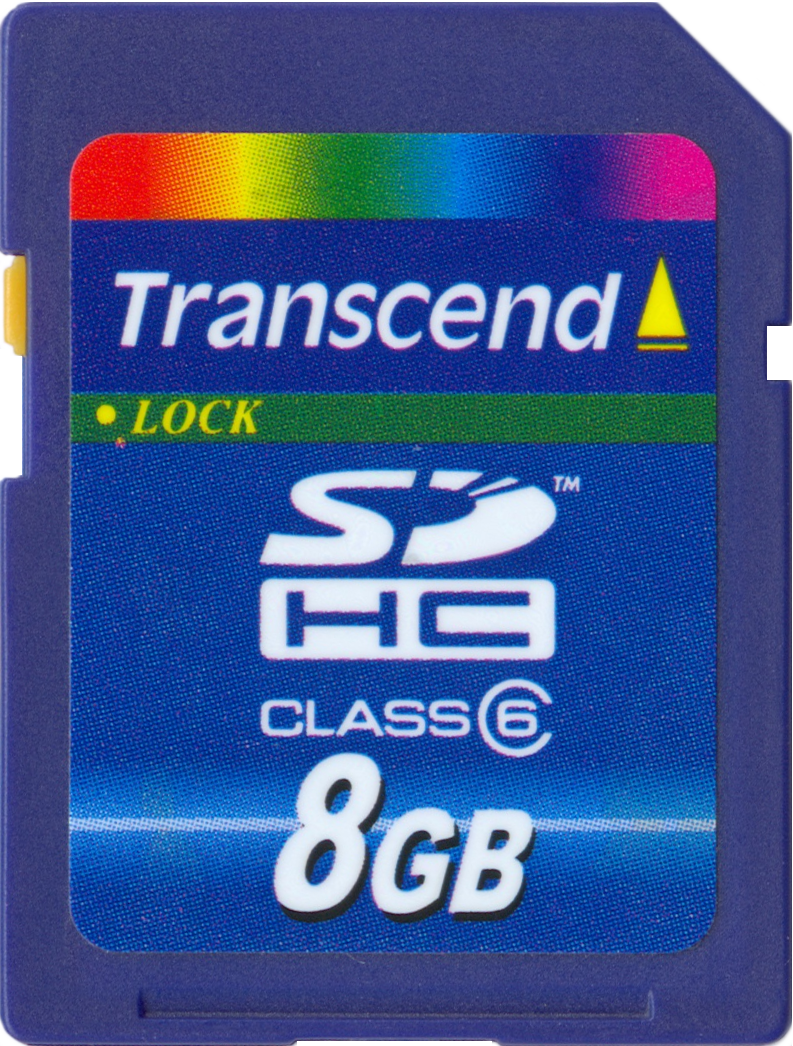
SDHCメモリーカード

SDHC (SD High Capacity) は2006年のSD 2.00で規定され、ファイルシステムがFAT32に対応して最大32 GiBまで大容量化が可能となった。
物理的な寸法は従来のSDメモリーカードと同一で、上位互換性を保持しているため、SDHC対応機器でSDメモリーカードを扱うことができる。追加された仕様により下位互換性は存在しないため、旧来のSDメモリーカードのみに対応した機器はSDHCメモリーカードを扱うことはできない。ただし、物理的な寸法と電気的な仕様は互換性があるため、SDHC規格よりも前に発売されているデジタルカメラ、メモリーカードリーダー、パソコンの一部はファームウェアやドライバのアップデートによってSDメモリーカードの上限の2 GiBを超える容量の認識、利用が可能になっている。同様に、SDメモリーカードにしか対応していないノートパソコンでもWindows XP SP3へアップデート、ホットフィックスの適用、またはそれ以降のOSへアップグレードすることで内蔵のSDカードスロットが2 GiB以上の容量を認識可能となる場合がある。

#### SDXC
SDXC (SD eXtended Capacity) は2009年（平成21年）にSD 3.00で規定された。ファイルシステムにexFATを採用して最大容量は2 TiBとなった。
物理的規格は旧来のSDメモリーカード規格と同一で、上位互換性を有し、SDXC対応機器はSDとSDHCのメモリーカードともに対応する。SDXCカードはSDXCとmicroSDXCの2種類を販売する。仕様書にminiSDXC規格は記載するが、市場は非現実的である。
旧来のSDHC対応機器でSDXCメモリーカードをFAT32でフォーマットして使用することも可能である。Windows標準のフォーマッタを使用した場合、実装上の問題から64 GiB以上のSDXCメモリーカードであっても利用可能な上限容量は32 GiBとなる。サードパーティー製のフォーマッタを使用することで、1ファイルあたりの容量は4 GiBまでに制約されるものの回避可能である。
exFATファイルシステムでフォーマットしたSDXCカードはSDXC非対応製品で使用不可である。2012年にNTTドコモは注意を告知した。
exFATは2022年（令和4年）10月現在で、Microsoft Windows XP SP2以降（更新プログラム (KB955704) 適用）、Microsoft Windows Vista SP1以降、Microsoft Windows 7、Microsoft Windows 8、Microsoft Windows 8.1、Microsoft Windows 10、Microsoft Windows 11の各種Windows OS、またはWindows CE 6.0、Mac OS X v10.6.4以降、のOSで使用可能である。2009年（平成21年）1月現在でLinux系などは非適応である。CES 2009 News release DS AssosiationでSDXCメモリーカードに関する概説のみ発表され、サポートOSや周辺機器などの記述はない。
Linuxは、FUSEを利用した実装が存在し、Ubuntuなどのディストリビューションの最新版で利用可能である。
AppleのMacは、2010年（平成22年）発売製品以降、新たにSDカードスロットを設け、ソフトがSDXCに対応、iMac (Mid 2010) 以降のモデルはハードも対応する。接続は内部USBではなく、PCI Express 1レーン接続である。
SDXCメモリーカードの規格上の最大容量は2 TiB (2048 GiB) で、転送速度はロードマップ上で将来的に最大300 MB/sの高速転送を可能にするとしている。SDHCとEmbedded SD、SDIOも転送速度高速化の規格と技術を採用する。
2009年時点で製品化は最大256 GiBまで、それ以上の容量は技術革新を要したが、2020年時点でSDXCとmicroSDXCともに最大1 TiBの大容量カードが発売され、転送速度は最大160 MB/s実装が可能である。

#### SDUC
SDUC (SD Ultra Capacity) は、最大容量128 TiBに対応する規格として2018年のSD 7.00で規定された。ファイルシステムはSDXCメモリーカードに引き続きexFATを採用している。従来のSDメモリーカードとの後方互換性を有する。

### 最大転送速度（バスインターフェーススピード）
| 速度表記 | 転送速度   |
| -------- | ---------- |
| 60倍速   | 9 MB/s     |
| 70倍速   | 10.65 MB/s |
| 80倍速   | 12 MB/s    |
| 133倍速  | 20 MB/s    |
| 150倍速  | 22.5 MB/s  |

通信速度に関する規格であり、いわゆる理論最大値である。
一部の製品でみられる「XX倍速」表記はSDアソシエーションの規格によるものではない。一般には、コンパクトディスクの転送速度である150 KB/sを「1倍速」として転送速度を表記している。

#### DS（デフォルトスピード）
2000年のSD 1.01で規定された当初のモード。後述のHSの登場に伴って名称がつけられた。ノーマルスピードとも呼ばれる。最大転送速度は12.5 MB/sで、対応メモリーカードにモードを示す表記はない。

#### HS（ハイスピード）
2004年のSD 1.10で規定されたモード。バススピードは25 MB/sで、モードを示す表記は規定されていないが製品によって「Hi-Speed」等の表記がなされた。

#### UHS-I

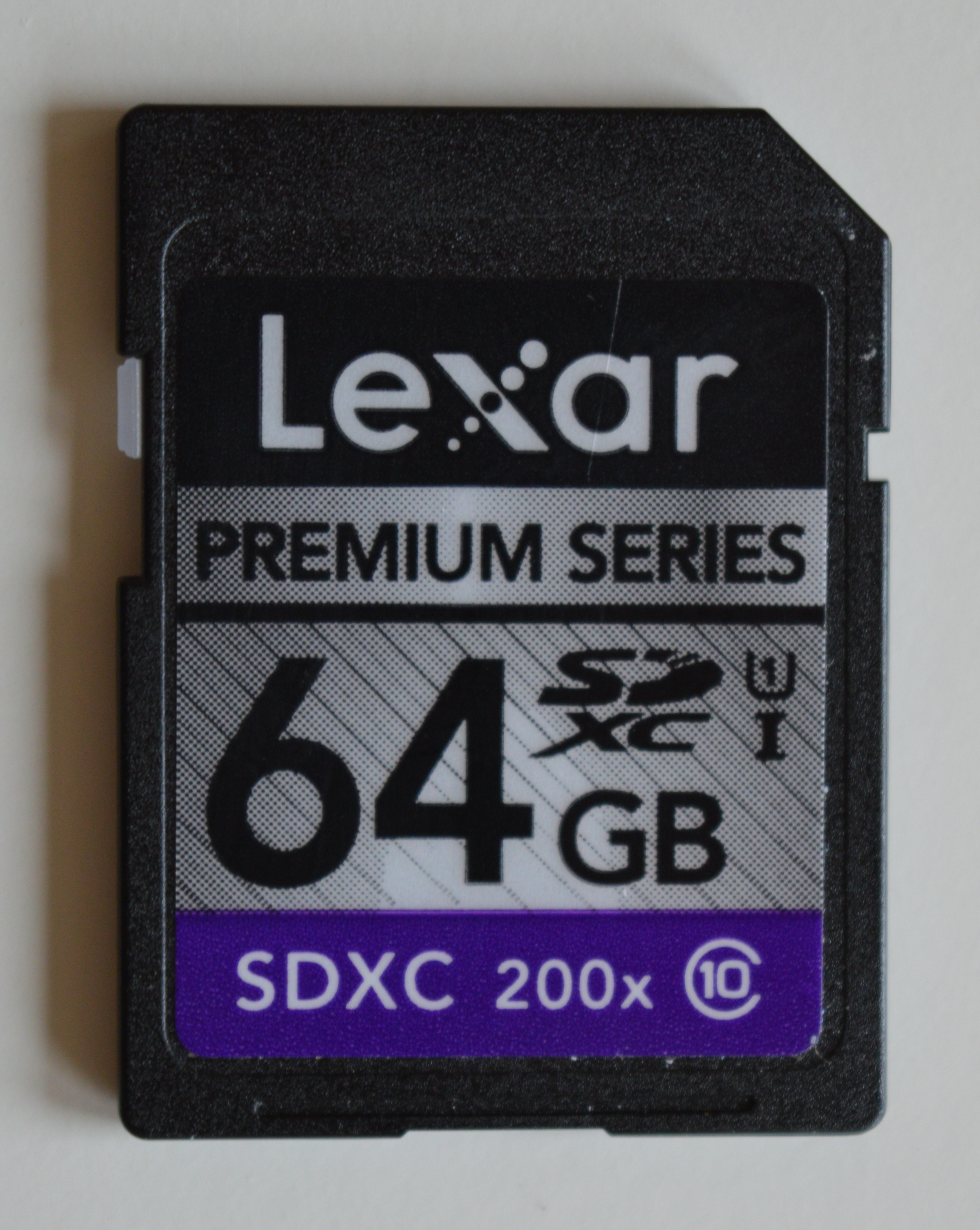
UHS-I対応SDメモリーカード

2010年のSD 3.01で規定されたモードで、UHSはUltra High Speedの略。SDR12、SDR25、SDR50、DDR50、SDR104の4つのスピード区分があり、最大転送速度はそれぞれ12.5 MB/s、25 MB/s、50 MB/s、50 MB/s、104 MB/sとなる。規格上はUHS50カードとUHS104カードが規定され、UHS50カードはSDR104をサポートしないため最大転送速度は50 MB/s、UHS104は全てをサポートし104 MB/s。UHS-Iに対応するカードにはSDメモリーカードロゴマークの右横下に「I」と印字される。

#### UHS-II

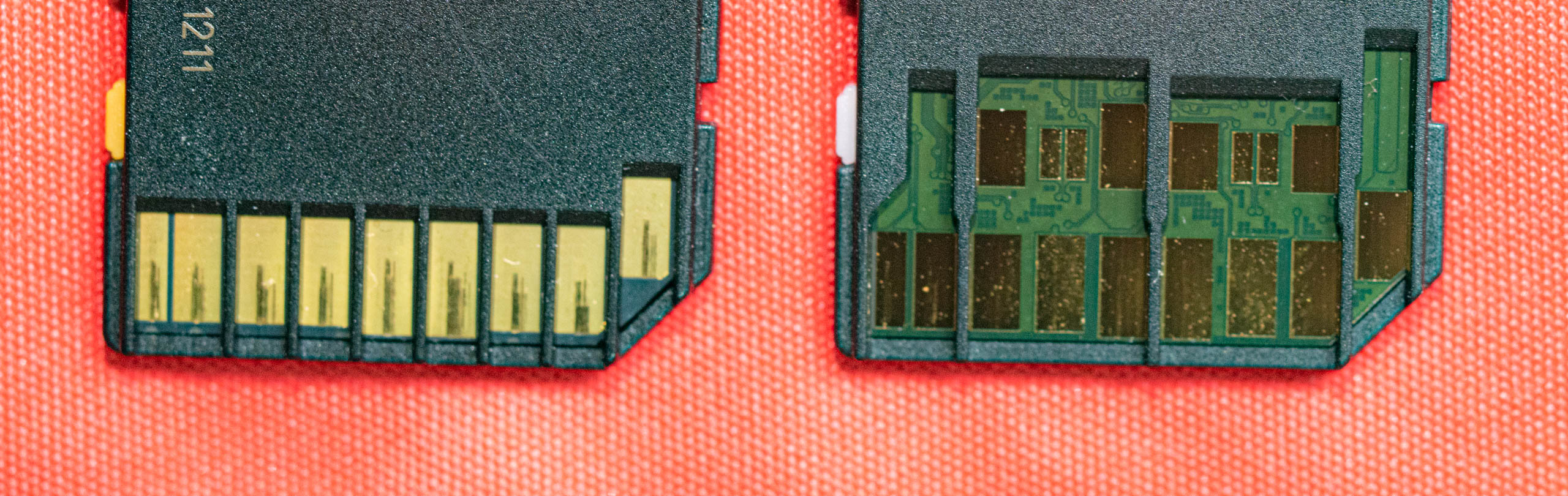
UHS-I（左）とUHS-II（右）対応SDメモリーカードの接点部の比較

2011年のSD 4.00で規定されたモード。常に双方向通信を行うFD (Full Duplex) モードとデータ送受信時は片方向通信を行うHD (Half Duplex) モードがあり、最大転送速度はそれぞれ156 MB/sと312 MB/s。対応カードにはSDメモリーカードロゴマークの右横下に「II」と表記される。対応カードのピン数は増加しているが後方互換性は確保されており、従来の機器と組み合わせた場合は遅い側のモードに合わせて動作する。。

#### UHS-III
2017年のSD 6.00で規定されたモード。HDモードが削除されFDモードのみとなり、最大転送速度は624 MB/s。UHS-II同様、下位互換性を備えるためピンは2段に配置され、従来同様の転送も可能。対応カードにはSDメモリーカードロゴマークの右横下に「III」と表記される。。

#### SD Express
2018年のSD 7.00で規定されたモード。PCIe 3.0とNVMe 1.3を採用し、PCIe 3.0 x1レーンで最大転送速度985 MB/sを実現した。
2020年のSD 8.00でPCIe 4.0およびNVMe 1.4に対応し、新たにPCIe 3.0 x2レーンまたはPCIe 4.0 x1レーンによる最大転送速度1970 MB/s、PCIe 4.0 x2レーンによる3940 MB/sに対応した。
PCIe 3.0 x1レーンまたはPCIe 4.0 x1レーンによる転送はUHS-II / IIIと同形状のメモリーカードで対応するが、PCIe 3.0 x2レーンおよびPCIe 4.0 x2レーンによる転送はさらにピン数を増やした新形状のカードのみ可能である。ピンアサインの関係でUHS-II / IIIとSD Expressは排他であり、SD Express対応カードをUHS-II / III対応機器に挿入するとUHS-Iとして動作するため大幅に転送速度が低下する。

### スピードクラス

#### スピードクラス
2006年のSD 2.00で、SDHCカードの規格策定と同時にデータ転送速度の目安としてスピードクラスも策定された。統一された基準を元にこのスピードクラスのロゴを明示することで、消費者がその用途にあったスピードクラスのカードを選択可能にするとしている。SDカードではオプション扱いだが、SDHCカードではスピードクラスの規格に準拠することが義務付けられている。SD 2.00では2、4、6の3種だったがSD 3.00で10が追加された。各スピードクラスに準拠した製品は、Cの中に各クラスに対応した数字が書かれたロゴマークを表示することができる。
定められた単位の未使用領域（＝汚れ率0 %のAU）に定められた記録方法で書き込みを行ったとき、カードごとの最低保証レートは以下のようになる。
| スピードクラス | 最低保証速度 |
| -------------- | ------------ |
| Class 2        | 2 MB/s       |
| Class 4        | 4 MB/s       |
| Class 6        | 6 MB/s       |
| Class 10       | 10 MB/s      |

※ Class 10は後で規格化されたため、HighSpeedモードをサポートしていないハードウェアでは最低速度が保証されない。

#### UHSスピードクラス
UHSスピードクラスは2010年のSD 3.01で規定されたもので、当初はU1のみだったが2011年のSD 4.00でU3が追加された。準拠する製品はUの中に対応する数字が書かれたロゴマークを表示することができる。
| UHSスピードクラス  | 最低保証速度       |
| ------------------ | ------------------ |
| UHSスピードクラス1 | 10 MB/s (80 Mbps)  |
| UHSスピードクラス3 | 30 MB/s (240 Mbps) |

#### ビデオスピードクラス
ビデオスピードクラスは2016年のSD 5.00で規定されたもので、V6, 10はHSおよびUHS-I / II / III対応カード、V30はUHS-I / II / III対応カード、V60, 90はUHS-II / III対応カードで実装可能である。
| ビデオスピードクラス   | 最低保証速度 |
| ---------------------- | ------------ |
| ビデオスピードクラス6  | 6 MB/s       |
| ビデオスピードクラス10 | 10 MB/s      |
| ビデオスピードクラス30 | 30 MB/s      |
| ビデオスピードクラス60 | 60 MB/s      |
| ビデオスピードクラス90 | 90 MB/s      |

### アプリケーションパフォーマンスクラス
Androidスマートフォンなどで、アプリケーションをインストールしたりデータを格納する場合、ランダムアクセスやシーケンシャルの性能が求められるようになり、アプリケーションを快適に利用するための規格として策定された。
SD Ver.5.1で、ランダムリード1500IOPS、ランダムライト500IOPSのアプリケーションパフォーマンスクラス1(A1)が策定された。
SD Ver.6.0で、ランダムリード4000IOPS、ランダムライト2000IOPSのアプリケーションパフォーマンスクラス2(A2)が策定された。

## SDIO
SDにはメモリーカード規格の他、SDIOと呼ばれるI/Oインターフェースを想定した規格もある。標準の電流容量はStandard-Power SDIOとして200 mAまでだが、High-Power SDIOとして500 mAまで拡張できる。
SDIOカード
Bluetooth、無線LAN、ワンセグチューナー、GPS、デジタルカメラカードなどがある。日本ではSDIOカードとしてデータ通信用PHSカードが市販されていた。
miniSDIOカード
Bluetooth、無線LAN、ビデオ出力、インタフェースカードなどがある。
microSDIOカード
2010年5月時点で、無線LANアダプタが発売されている。

## Embedded SD
SDメモリーカード仕様をベースにしたデジタル機器内蔵メモリ用規格、さまざまな機器で共通のI/Oインターフェースを利用しSDメモリーカードとの互換性を高めることを目的としている。

## 改竄防止機能付きSDメモリーカード［ライトワンス (Write Once) SDメモリーカード］
捜査機関へのデジタルスチルカメラの浸透は早かったものの、メモリーカードの内容「改竄」問題はずっとついて回った。そこで捜査機関や法執行機関等向けに上書き保存機能を無効化したSDメモリーカードが提供されるようになった。

## メモリーカード市場シェアの変遷

### 携帯電話におけるメモリーカードのシェア

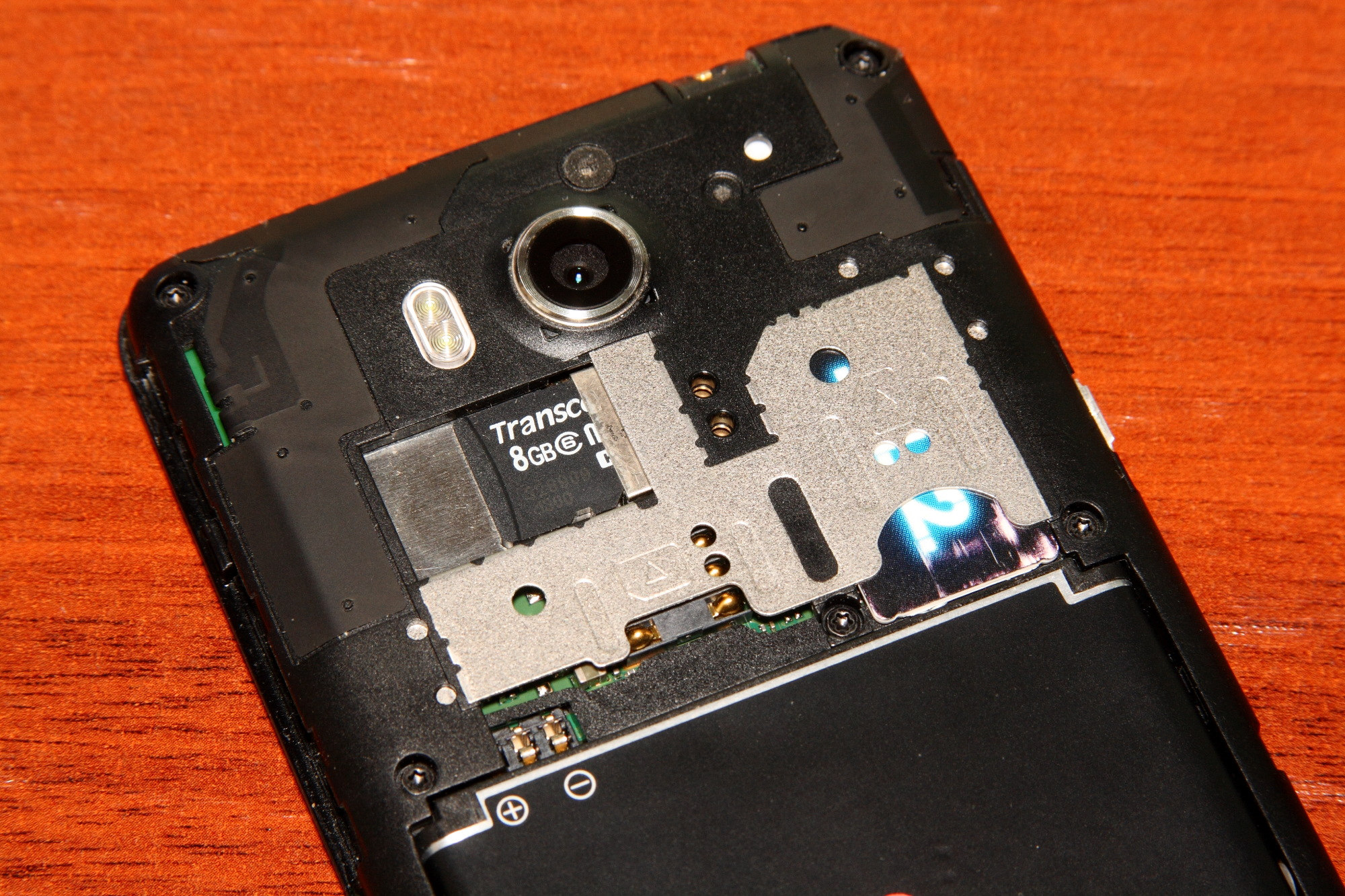
スマートフォンにセットされたmicroSDメモリーカード

日本の携帯型電話機分野では、2000年（平成12年）12月にDDIポケット（現・ワイモバイル）が発売した九州松下電器（現・パナソニック システムネットワークス）製のPHS端末「KX-HS100」で初めて採用された。携帯電話では2002年（平成14年）3月にJ-フォン（現・ソフトバンク）が発売したシャープ製端末「J-SH51」で採用、その後日本の他キャリア・メーカーに波及した。
2003年（平成15年）にminiSDカードが発売されるとフルサイズのSDカードにかわりこちらの採用が多くなり、NTTドコモが10月21日に発表した「505iS」シリーズでは当時首位のNEC、松下電器産業を含む4社がminiSDカードを採用。ソニー・エリクソン・モバイルコミュニケーションズ（現・ソニーモバイルコミュニケーションズ）、三菱電機の2社が採用した小型版メモリースティック「メモリースティック Duo」に対して優勢となった。三菱電機も「901i」シリーズではminiSDを採用し、以後は機種毎のコンセプトに合ったメモリーカードを選択するようになっている。
microSDカードは、2004年（平成16年）にモトローラ製端末Vodafone 702MO、Vodafone 702sMOに採用（当時の名称はトランスフラッシュ）されてからは、日本国内の普及が中心のminiSDを置き換えるかたちで米国と日本で採用が進み、au（KDDI / 沖縄セルラー電話連合）では2006年秋モデルではほとんどの機種をmicroSDカードに対応させた。対抗規格である「メモリースティック マイクロ」の採用例は日本国内ではW52Sのみにとどまり、しかもW52S自体も変換アダプタによりmicroSDに対応したこともあり、microSDの優勢は確固たるものとなった。他社も追従する形で2007年（平成19年）以降、携帯電話の外部メモリースロットが対応するサイズはmicroSDカードとなった。
一貫してメモリースティックを採用し続けていたソニー・エリクソンも、SO903iではメモリースティックDuoとminiSDカードの両対応とした。それ以降、同社が日本市場向けに供給している端末はほぼ全てmicroSDを採用している。

### デジタルカメラにおけるシェア

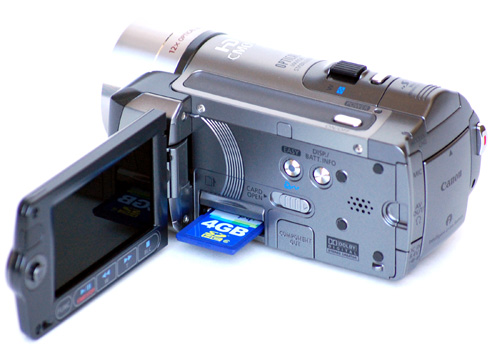
SDメモリーカード対応カムコーダ

SDメモリカードは規格として後発だったため、当初は他のメモリーカード規格に対してシェアや出荷数で大きな差をつけられていた。
2003年（平成15年）には最大のライバルであるメモリースティックとのシェアが逆転する。この年は、小型・薄型のコンパクトデジタルカメラに不向きな大柄のコンパクトフラッシュからの規格変更を最後まで決めかねていた、老舗カメラメーカーのニコンとキヤノンが相次いでSDカードの採用を決定し、コンパクトデジタルカメラ分野で大勢が決した。
デジタル一眼レフカメラでは、コンパクトフラッシュの大きさがそれほど問題にならないことと、主にプロの現場で使われるため容量・転送速度・信頼性の問題から、2013年現在でもコンパクトフラッシュが標準的なメディアである。ただし、デジタル一眼レフにもSDカードを使用する機種があり、ペンタックスでは*ist Dを除く全機種で、ニコンではD40 / D40x・D50・D80・D90・D300s（CFとのデュアルスロット）で採用、キヤノンではMark II以降のEOS-1D及びEOS-1DsでSDカードとコンパクトフラッシュのデュアルスロットを採用している。
2007年（平成19年）春期にxDピクチャーカード陣営で中心の富士フイルムは、SDカードとxDピクチャーカード何れか一方が使用可能なデュアルスロットを搭載してSDカードが使えるコンパクトデジタルカメラを発売。2009年（平成21年）にデュアルスロットを撤廃してSD / SDHCカードのみの対応とした機種も発売された。2007年（平成19年）冬にxDピクチャーカード陣営のもう一つの中心だったオリンパスも一部機種でアダプタによりmicroSDに対応する機種を発売、2010年（平成22年）1月発売のFE-47・μTOUGH-3000以降の機種でSD / SDHCカード対応になった。ソニーも2010年（平成22年）以降SDカードとメモリースティックのデュアルスロットに対応したデジタルカメラを発売し事実上、主要メーカー全てがSDカードを採用することになった。
コンパクトデジタルカメラでは、microSDをアダプタなしで使用できる機種も存在する。

### デファクトスタンダードとしてのSDカード

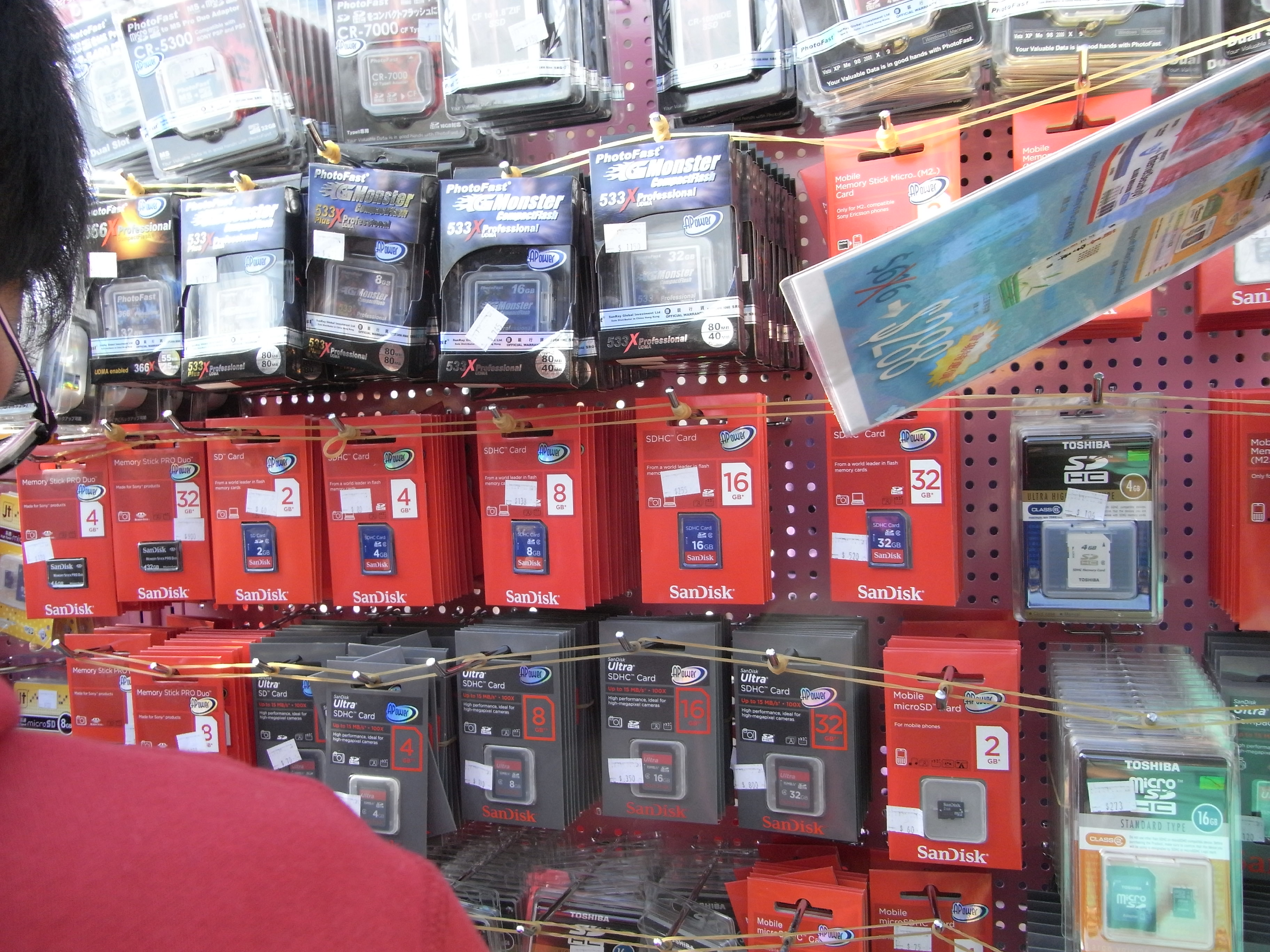
陳列されたメモリーカード（香港、2010年）

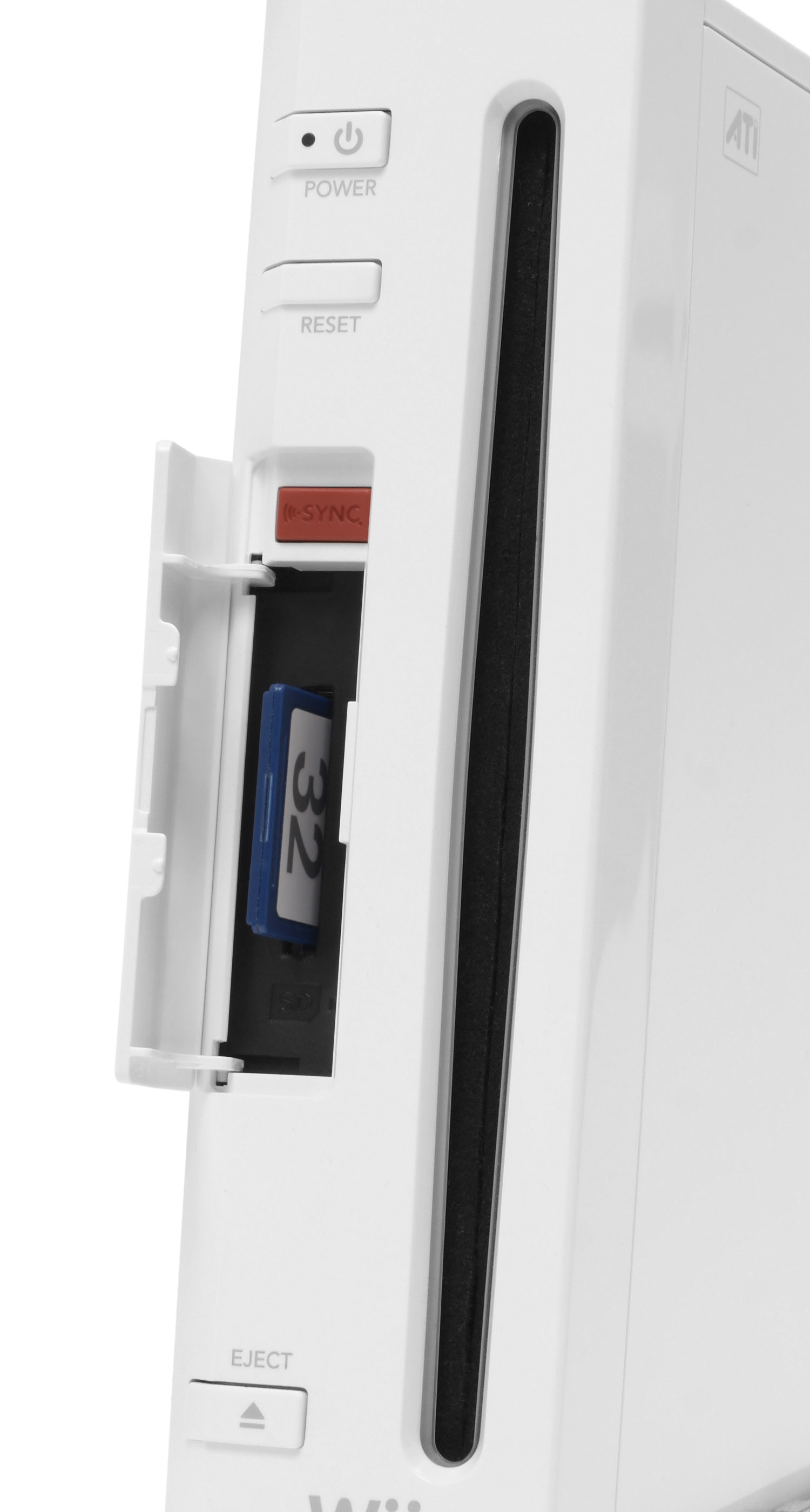
家庭用ゲーム機のWiiに挿入されたメモリーカード

2003年（平成15年）頃からSDカードが優勢だが、しばらくはデファクトスタンダードほど差はなかった。2005年（平成17年）から携帯電話でminiSD規格の採用が増加してシェアを徐々に拡大した。2006年（平成18年）にはメモリーカードシェアの約7割を獲得したデータがある。microSDは2007年1月に日本国内の販売シェアでminiSDを抜いた。
2008年（平成20年）では、BCNランキングによるとメモリーカードシェアの7割以上をSD系列が占めている（microSD 40.6 %、SDカード33.1 %）。
家電量販店などのメモリーカードコーナーでもSD系列メディアは最も品揃えが豊富であり、身近な小売店としてコンビニエンスストアなどでも購入が可能な場合もある。2009年（平成21年）時点ではUSBメモリと並び、最も有力なフラッシュメモリメディアとして普及している。
ほかにゲーム機では、任天堂は松下電器産業（現・パナソニック）との提携でニンテンドー ゲームキューブ対応のSDカードアダプタを発売したほか、ゲームボーイアドバンスSPの周辺機器「プレイやん」やWii、ニンテンドーDSi、ニンテンドー3DS、Nintendo Switch（MicroSDXCカード 2 TiBまで）にもSDメモリーカード規格を採用している。
このような市場動向から、消費者がデジタルカメラ、ビデオカメラなどを購入する際にSDカードを使えることが商品選択の際の一つのポイントとされることがある。そのため、先述した自社規格であるメモリースティックを抱えるソニーも、自社製パソコンおよびPlayStation 3（初期の一部のモデルのみ）にSDカードスロットを、携帯電話ではmicroSDやminiSDを採用するなどして消費者のニーズに応えている。同社はSDメモリーカード対応のデジタルカメラ（一部のデジタル一眼レフカメラを除く）や、SDメモリーカード単体の発売はしていなかったが、2010年（平成22年）1月からSD / SDHCカード及び、携帯電話向けのmicroSD / microSDHCカードの発売を開始し、2011年（平成23年）からはソニー製でもSDメモリーカードのみに対応しメモリースティックには対応しない製品が登場している。
2025年（令和7年）、Nintendo Switch 2 で、microSD Expressカードをゲーム機として初めて採用した。